# 大馬士革證券交易所
大馬士革證券交易所（羅馬化：Sūq Dimashq lil-'Awrāq al-Māliyyah）是敘利亞唯一的證券交易所，位於首都大馬士革，成立於2009年，為歐亞證券交易所聯合會成員之一。
交易所最初設於巴爾澤區，並於2022年5月10日遷至雅富爾商業區。

## 證券市場立法
2006年10月1日，敘利亞總統巴沙爾·阿薩德頒佈第55號法令，授權設立一所國家證券交易所，並命名為大馬士革證券交易所。法令規定，該市場須自負盈虧並能協助政府填補財政赤字，同時亦允許其轉為股份公司營運。
交易所由九人組成的董事會管理，其成員由敘利亞總理根據敘利亞金融市場與證券委員會的建議任命。

## 正式啟用
交易所於2009年3月10日開展首次交易。

## 戰爭影響
根據國際貨幣基金組織數據，自2011年3月敘利亞內亂爆發至翌年5月，敘利亞鎊匯價暴跌45%，大馬士革交易所指數則下跌約四成。

## 交易所關閉與重啟
2024年12月8日，阿薩德政權於反對派大舉攻勢下垮台，交易所在政權倒台前已關閉。至2025年6月2日，大馬士革證券交易所宣告重新開市，結束為期半年的停市。
敘利亞財政部部長穆罕默德·伊斯爾·巴爾尼赫出席重啟儀式，並表示交易所「將轉型為私營公司，致力於成為國家經濟復興的重要樞紐，並著重數位化發展」。同時，隨著美國及歐洲多國開始解除對敘利亞金融體系的制裁，交易所重啟亦標誌着敘利亞融入國際金融體系的初步動作。

## 外部鏈接
- 大馬士革證券交易所網站